# Stundenkreis
Ein Stundenkreis ist ein Großkreis auf der Himmelskugel, der durch die Himmelspole verläuft. Jeder Stundenkreis schneidet damit den Himmelsäquator senkrecht. Einen Stundenkreis auf der Himmelskugel kann man sich analog zu den Längengraden auf dem Erdglobus vorstellen.
Insbesondere ist der Stundenkreis eines bestimmten Sterns oder anderen Himmelsobjekts derjenige Großkreis, der durch die Himmelspole und dieses Objekt verläuft.